# The Essential Toto
The Essential Toto è una collezione a doppio CD contenente 32 successi del gruppo dei Toto, pubblicata dalla Sony nel 2003 nella serie The Essential, che comprende i maggiori successi di artisti sotto contratto con l'etichetta. È stata realizzata anche una versione "light" a disco singolo, che include 14 brani.

## Tracce

### Disco 1
1. Rosanna – 4:04
2. Stop Loving You – 4:31
3. Hold the Line – 3:33
4. Caught in the Balance – 6:23
5. 99 – 5:14
6. The Other Side – 4:42
7. I Won't Hold You Back – 4:59
8. Africa – 4:23
9. Don't Chain My Heart – 4:44
10. 2 Hearts – 5:09
11. Waiting for Your Love – 4:15
12. Make Believe – 3:46
13. Goodbye Elenore – 4:55
14. Home of the Brave – 6:48
15. How Does It Feel – 3:52
16. The Road Goes On – 4:24

### Disco 2
1. I Will Remember – 4:24
2. Georgy Porgy – 4:11
3. Just Can Get to You – 5:04
4. Pamela – 4:33
5. Baby He's Your Man – 5:43
6. I'll Supply the Love – 3:48
7. Holyanna – 4:17
8. The Turning Point – 4:06
9. If You Belong to Me – 4:01
10. Can You Hear What I'm Saying – 5:01
11. Slipped Away – 5:18
12. Dave's Gone Sking – 5:01
13. Without Your Love – 4:31
14. Stranger in Town – 4:46
15. Till the End – 5:29
16. I'll Be Over You – 3:49

## Tracce versione disco singolo
1. Hold the Line – 3:56
2. Rosanna – 5:30
3. Africa – 4:58
4. 99 – 5:15
5. Make Believe – 3:43
6. I'll Supply the Love – 3:46
7. Georgy Porgy – 4:10
8. I Won't Hold You Back – 4:56
9. I'll Be Over You – 3:50
10. Without Your Love – 4:53
11. Pamela – 5:10
12. The Turning Point – 5:27
13. Mindfields – 6:13
14. On the Run (live) – 6:59